# はじまりさえ歌えない
「はじまりさえ歌えない」（はじまりさえうたえない）は、日本のシンガーソングライターである尾崎豊の3枚目のシングル。英題は「CAN'T SING EVEN THE BEGINNING」（キャント・シング・イーヴン・ザ・ビギニング）。
1984年8月25日にCBSソニーからリリースされた。作詞・作曲は尾崎が行い、プロデュースは須藤晃が担当している。
ファーストアルバム『十七歳の地図』（1983年）から2枚目のリカットであり、イベントライブ出演時における尾崎の骨折事件による活動の空白を埋めるためにリリースされた。ブルース・スプリングスティーンに影響され、尾崎のアルバイト経験を基に制作された労働者をテーマとした楽曲である。

## 背景
アルバム『十七歳の地図』およびシングル「15の夜」でデビューした尾崎は、2枚目のシングル「十七歳の地図」（1984年）をリリース。その後「六大都市ライブハウス・ツアー」として、6月15日札幌ペニーレインから6月28日の福岡ビブレホールまで6都市全6公演が行われた。このツアーでは当初は通常に演奏するだけであった尾崎であるが、ツアー途中からはPAスピーカーによじ登る、照明にぶら下がるなどステージアクションが激しいものになっていき、聴衆の反応も同時に激しいものに変化していった。
8月4日には日比谷野外大音楽堂にて開催されたイベントライブ「アトミック・カフェ・ミュージック・フェスティバル'84」に参加したが、「Scrambling Rock'n'Roll」の間奏中に尾崎は7メートルの高さがある照明のイントレの頂上に登り、間奏の終了と共にイントレから飛び降りた直後に苦悶の表情を浮かべステージ裏に退場する事態となった。7メートルの高さから飛び降りた尾崎はスタッフ二人に担がれる状態でステージに戻り、演奏が続けられていた「Scrambling Rock'n'Roll」を床に這いつくばったまま歌い終えると、続いて「十七歳の地図」および「愛の消えた街」を歌い出番が終了した。ステージを終えた後、尾崎は自身の希望により世田谷区にある自衛隊中央病院に運び込まれ、「右蹠捻挫、左踵骨圧迫骨折で全治3か月」と診断され、左踵の骨が一部陥没していた事から2週間入院する事となった。

## 録音、制作
アルバム『十七歳の地図』のレコーディングに向けて、1983年7月5日頃に本作は制作された。レコーディング開始前に制作されていた曲は「街の風景」「15の夜」「十七歳の地図」「愛の消えた街」「OH MY LITTLE GIRL」「僕が僕であるために」の6曲。本作は尾崎が学校を停学となり、時間が出来たためにレコーディング開始に向けて新たに制作された曲であった。
レコーディング開始後の1983年8月24日から8月25日にかけて、ソニー信濃町スタジオにて本作のリズム録りが開始された。編曲を担当した西本明は当日初めて尾崎のレコーディングに参加する事となった。8月26日には鳥山雄司および後にロックバンド「FENCE OF DEFENSE」を結成する北島健二のギターダビングが行われた。9月24日には笛吹利明によるアコースティック・ギターの音がダビングされ、10月1日には尾崎本人による歌入れが行われた。

## 音楽性と歌詞
本作に関して須藤は、尾崎が影響されていたブルース・スプリングスティーンの歌に、自身の貧しかったアルバイト経験を重ねて制作したような曲であったと述べている。ある時尾崎は須藤に対して「ブルーカラー」の意味を尋ね、須藤がワイシャツを着ている「ホワイトカラー」に対して作業服を着ている労働者のイメージである事を伝えると、そのような人達を題材とした曲に惹かれると述べた後で尾崎は本作を制作した。
本作において尾崎は、自身は高校生でありアルバイトをしているとしても労働者ではなく、また金のために働いている訳ではないが、君に高額な物を買ってあげたい、君を幸せにしたいという願望を歌っている。しかし須藤は当初「はじまりさえ歌えない」という歌詞の切り口が理解できずにいた。その後本作に関して尾崎は自己矛盾を抱えていると須藤は気付き、労働者の憂鬱をテーマにした曲を制作したものの、自身は高校生であるためにその事を歌うおこがましさや矛盾を感じた事からこのタイトルになったと須藤は述べている。尾崎が何故スプリングスティーンの曲に感化され労働者の歌を歌おうとしたのかは、尾崎自身も須藤も分からないと述べている。また、本作の意味する「はじまり」とは、「自分が常に敗者であるという意識の始まり」であり、そうなった切っ掛けは自分自身でも分からないという事を歌った曲であると須藤は述べている。また須藤は本作のような労働者を題材とした曲として、後に2枚目のアルバム『回帰線』（1985年）収録の「Bow!」や5枚目のアルバム『誕生』（1990年）収録の「KISS」に繋がっていったと指摘している。
また本作に関して、尾崎が1985年2月3日に朝霞市の実家から世田谷区代田のワンルームマンションに引っ越した後に初めて制作した曲とする説があるが、正しくは2枚目のアルバム『回帰線』に収録されている「坂の下に見えたあの街に」の事である。

## リリース
1984年8月25日にCBSソニーより7インチレコードでリリースされた。本作は8月4日の「アトミック・カフェ・ミュージック・フェスティバル'84」における骨折事件により、尾崎の活動に空白期間が出来てしまったためにそれを埋める目的でリリースされた。

## シングル収録曲
| 全作詞・作曲: 尾崎豊。 |                                                          |           |            |          |      |
| #                      | タイトル                                                 | 作詞      | 作曲・編曲 | 編曲     | 時間 |
| 1.                     | 「はじまりさえ歌えない」( CAN'T SING EVEN THE BEGINNING) | 尾崎豊    | 尾崎豊     | 西本明   | 4:26 |
| 2.                     | 「愛の消えた街」( LOVELESS TOWN)                         | 尾崎豊    | 尾崎豊     | 町支寛二 | 4:41 |
| 合計時間:              | 合計時間:                                                | 合計時間: | 9:07       |          |      |

## スタッフ・クレジット

### 参加ミュージシャン
- 滝本季延 - ドラムス、シモンズ
- 本田達也 - ベース
- 鳥山雄司 - ギター
- 北島健二 - ギター
- 笛吹利明 - アコースティック・ギター
- 西本明 - エレクトリックピアノ、シンセサイザー
- 石井空太郎 - パーカッション

### スタッフ
- 須藤晃 - プロデューサー
- 助川健 - レコーディング、ミックス・エンジニア
- 田島照久 - デザイン、アート・ディレクション、写真撮影
- いとうたかし - セカンド・エンジニア
- 大野邦彦 - セカンド・エンジニア
- 村上茂 - プロモーション・スタッフ

## リリース履歴
| No. | 日付          | レーベル  | 規格 | 規格品番 | 最高順位 | 備考 |
| --- | ------------- | --------- | ---- | -------- | -------- | ---- |
| 1   | 1984年8月25日 | CBSソニー | EP   | 07SH1545 | -        |      |

## 収録アルバム
「はじまりさえ歌えない」
- スタジオ音源
  - 『十七歳の地図』（1983年）
  - 『13/71 - THE BEST SELECTION』（2004年）
- ライブ音源 
  - 『OSAKA STADIUM on August 25th in 1985 Vol.1』（1998年）

「愛の消えた街」
- スタジオ音源
  - 『十七歳の地図』（1983年）
- ライブ音源
  - 『OSAKA STADIUM on August 25th in 1985 Vol.2』（1998年）
  - 『LIVE CORE LIMITED VERSION YUTAKA OZAKI IN TOKYO DOME 1988/9/12』（2013年） - 1988年9月12日の東京ドーム公演から収録。